# نثق بالله

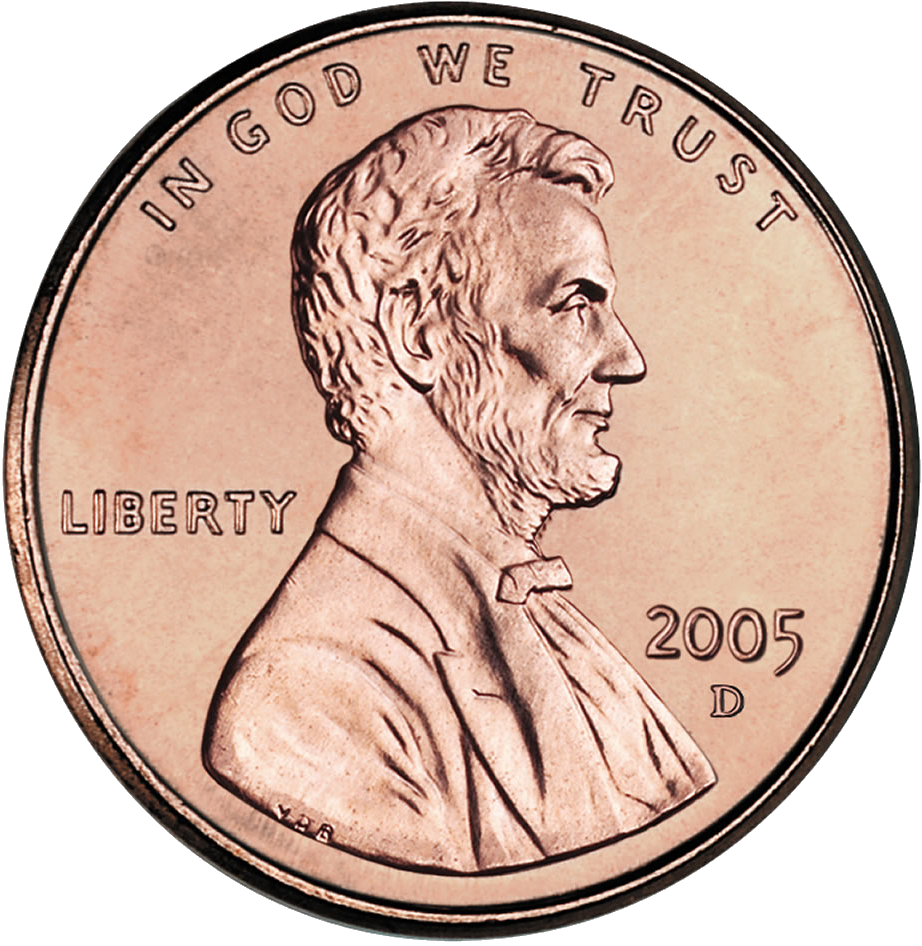
بالله نؤمن على عملة دولار أمريكي.

بالله نثق (بالإنجليزية: In God We Trust)‏ هو الشعار الرسمي الخاص بولاية فلوريدا، في عام 1956 تم اختيار هذا الشعار كشعار رسمي للولايات المتحدة الأمريكية.
بالله نؤمن أيضا موجودة على علم جورجيا وعلم فلوريدا، وعلم مسيسيبي ولاية جورجيا كانت أول ولاية وضعت العبارة في علمها في عام 2001. في عام 2003 وقعت ولاية فلوريدا على جعل العبارة رسمية للولاية في عهد الحاكم الجمهوري جورج دبليو بوش.

## التاريخ

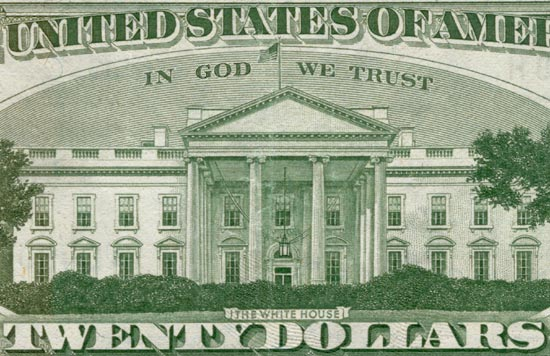
بالله نؤمن

تمت الموافق على استخدام الشعار في عام 1782 على العملات والقطع النقدية، ونظراً لانتشار هذه العبارة، وبحلول عام 1956 تم إعلانه كشعار وطني، حيث نص الكونغرس على "في الوقت الحاضر لا تمتلك الولايات المتحدة شعارًا وطنيًا. اللجنة رأت أنه من الأنسب أن يكون 'بالله نؤمن' الشعار الرسمي للولايات المتحدة"
الاحتمال الآخر هو أن تكون هذه الجملة مقتبسة من النشيد الوطني الأمريكي العلم ذو النجوم المتلألئة في العام 1814 (التي اُعُتمدت في وقتٍ لاحق لتكون النشيد الوطني الأمريكي).